# Ponte de Lima
Ponte de Lima é uma vila portuguesa localizada na sub-região do Alto Minho, pertencendo à região do Norte e ao Distrito de Viana do Castelo. Situada nas margens do rio Lima, é frequentemente referida como a vila mais antiga de Portugal, tendo recebido a sua carta de Foral em 1125. O seu nome deriva da ponte que atravessa o rio Lima, construída pelos romanos e posteriormente ampliada na Idade Média. Administrativamente, é sede do município de Ponte de Lima, uma área urbana de 2,72 km2, num total 320 km², subdividido por 39 freguesias, e 41 169 habitantes em 2021, sendo a densidade populacional de 128 habitantes por km2.
A vila possui um património arquitectónico e histórico significativo, como a ponte romana/medieval, a Torre da Cadeia Velha ou o Paço do Marquês. Além disso, conta com um conjunto de igrejas, capelas e solares que refletem a evolução histórica, tanto a nível arquitectónico como a nível político e cultural. O centro histórico preserva elementos medievais e renascentistas.
A economia do município é representada na sua maioria no sector secundário, com destaque para serviços como reparação e construção. Em 2016, o município era o 9.º maior exportador de material de transporte da região Norte. Pelo município existe também produção de vinho verde e turismo, impulsionado pelo património histórico e pelos eventos culturais, como as Feiras Novas. Outro dos atractivos da região é a gastronomia local, onde se incluem pratos como o arroz de sarrabulho e o bacalhau de cebolada ou a lampreia.
Além do património edificado, Ponte de Lima apresenta ainda uma série de áreas naturais, como a Paisagem Protegida das Lagoas de Bertiandos e São Pedro de Arcos, onde se promove a conservação da biodiversidade e o ecoturismo.

## Designação
Enquanto burgo medieval, a designação era terra da Ponte, nome que ficou registado na carta de Foral outorgada pela rainha D. Teresa e seu filho D. Afonso Henriques, a 4 de Março de 1125.
Em finais da década de 1950, a vila debateu a designação a adoptar para o município, debatendo entre as designações de Ponte do Lima e Ponte de Lima. Até 1982, os escritos da Câmara Municipal, ainda referiam à vila como Ponte do Lima, pouco depois passando a Ponte de Lima.
O ponto mais elevado do município encontra-se na serra do Corno do Bico, no alto do Gavião, a 843 m de altitude.

## História
A presença humana em Ponte de Lima remonta à Pré-História, com vários vestígios com mais de três mil anos e pela Idade do Ferro, altura na qual os povoados, conhecidos como castros, ocuparam diversas posições elevadas na área que constitui hoje o concelho. Perto da sede do concelho são identificados dois castros de grandes dimensões, um no Monte das Santas, actualmente designado por Santa Maria Madalena, e outro localizado na margem oposta do rio Lima, no Monte de Santo Ovídio. Com a chegada dos romanos nesta parte da Península Ibérica, Ponte de Lima ganhou importância devido à sua posição associada ao rio Lima. Foi aqui que os romanos construíram uma ponte de pedra e outras duas em localidades próximas, empreendimento que enriqueceu a rede viária local. O conselho é atravessado de Sul para Norte pela Via XIX de Antonino, a mesma via mais tarde restaurada na Idade Média e ainda em uso na actualidade, fazendo parte do caminho para Santiago de Compostela.

Uma das vilas mais antigas de Portugal, já na Baixa Idade Média, a terra da Ponte, nome pelo qual era conhecida a localidade, recebeu uma carta de Foral da rainha D. Teresa e do seu filho D. Afonso Henriques; nesta carta, ficou definido os limites do território, inferior ao que é actualmente, assim como uma imposição da rainha para a protecção das pessoas que frequentassem uma feira. Mais tarde, durante o reinado de D. Afonso II, Ponte de Lima recebeu mais um Foral, voltando mais tarde a ter mais um outorgado pelo D. Manuel I, a 1 de Junho de 1511.

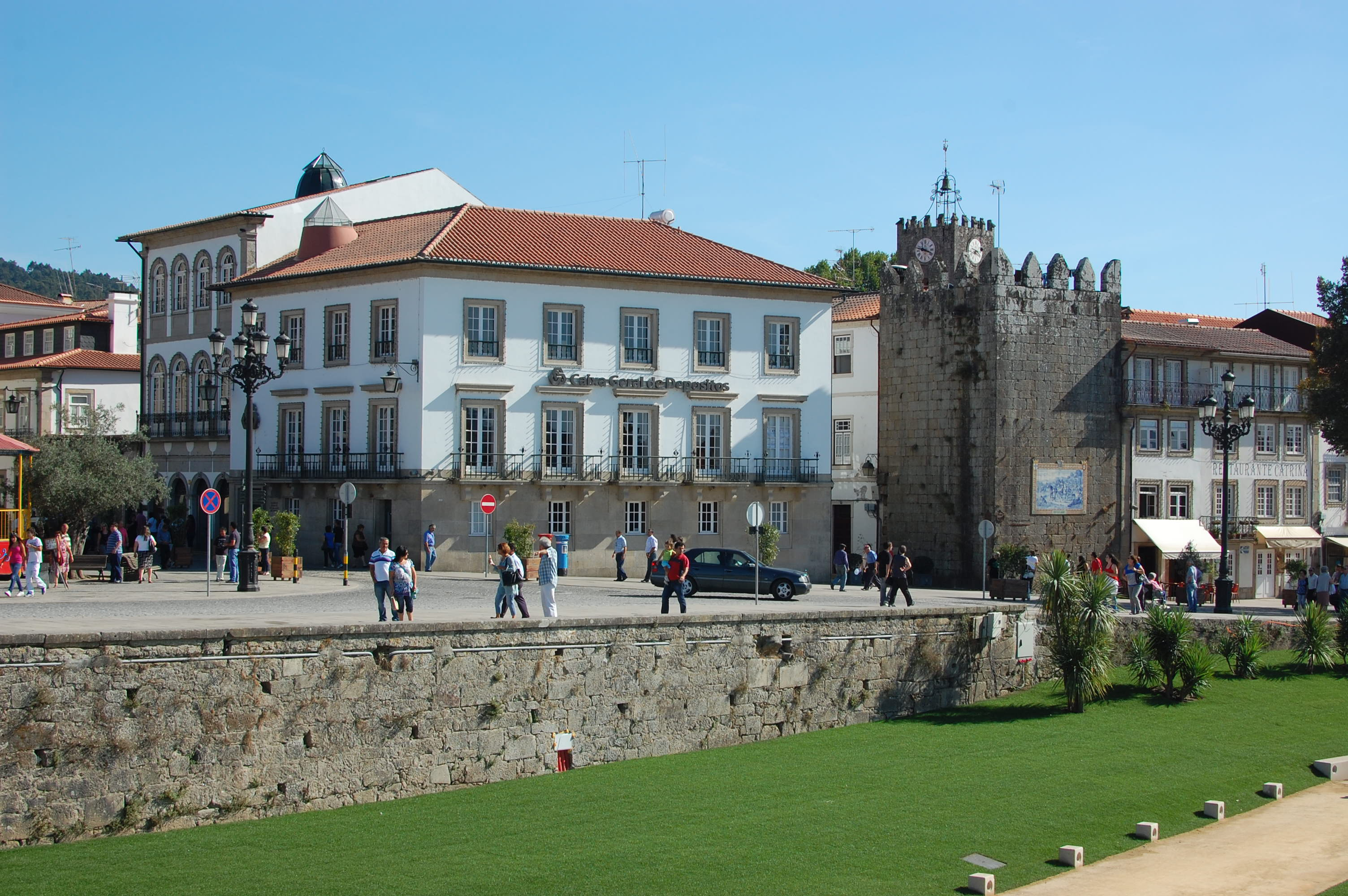
Vista de Ponte de Lima

Foi também na Idade Média que Ponte de Lima obteria a importância militar que haveria de manter até ao século XIX, graças à reconstrução da ponte romana na Idade Média e das muralhas da cidade, com torres e portas, cuja construção estaria já terminada em 1370. Durante a crise de 1383–1385 Ponte de Lima assiste ao confronto entre Lopo Gomes de Lira, governador e meirinho-mor da Comarca de Entre-Douro e Minho, que se insurgia contra D. João, o Mestre de Avis, num confronto onde a cidade acabou por apoiar o Mestre de Avis. No século XV a vila deixa de ser real e é instituída a Alcaidaria, um feito atribuído a D. Leonel de Lima, fidalgo e filho de Fernão Eanes de Limia, que apoiara D. João I no cerco de Tui e que, por este serviço, recebera do próprio rei a Casa da Giela e a jurisdição cível e criminal da terra de Arcos de Valdevez. Deve-se ainda a D. Leonel a construção do Convento de Santo António dos Capuchos, onde se encontra actualmente o Museu dos Terceiros e, aos seus descendentes, a configuração do actual Paço do Marquês, edifício onde está instalado o Centro de Interpretação da História Militar de Ponte de Lima.
Durante o século XVI realizaram-se obras na ponte, com a renovação do pavimento e a colocação de merlões, e é também aproveitada uma das torres da muralha para estabelecer uma prisão. Estas reformas foram promovidas por D. Manuel I, cujas armas continuam presentes nas paredes da torre onde se encontrava a prisão. É também neste século que é estabelecida a Misericórdia de Ponte de Lima, é instalado o Hospital da Praça, em frente à Igreja Matriz. No século XVII são lançadas uma série de obras com o objectivo de melhorar as infra-estruturas na vila, como a construção de edifícios como a capela de Nossa Senhora da Penha de França, o Hospital de S. João de Deus em 1659, e o Chafariz Nobre para abastecimento de água potável. No século XX, este chafariz foi deslocado para o Largo de Camões, onde ainda hoje se encontra.

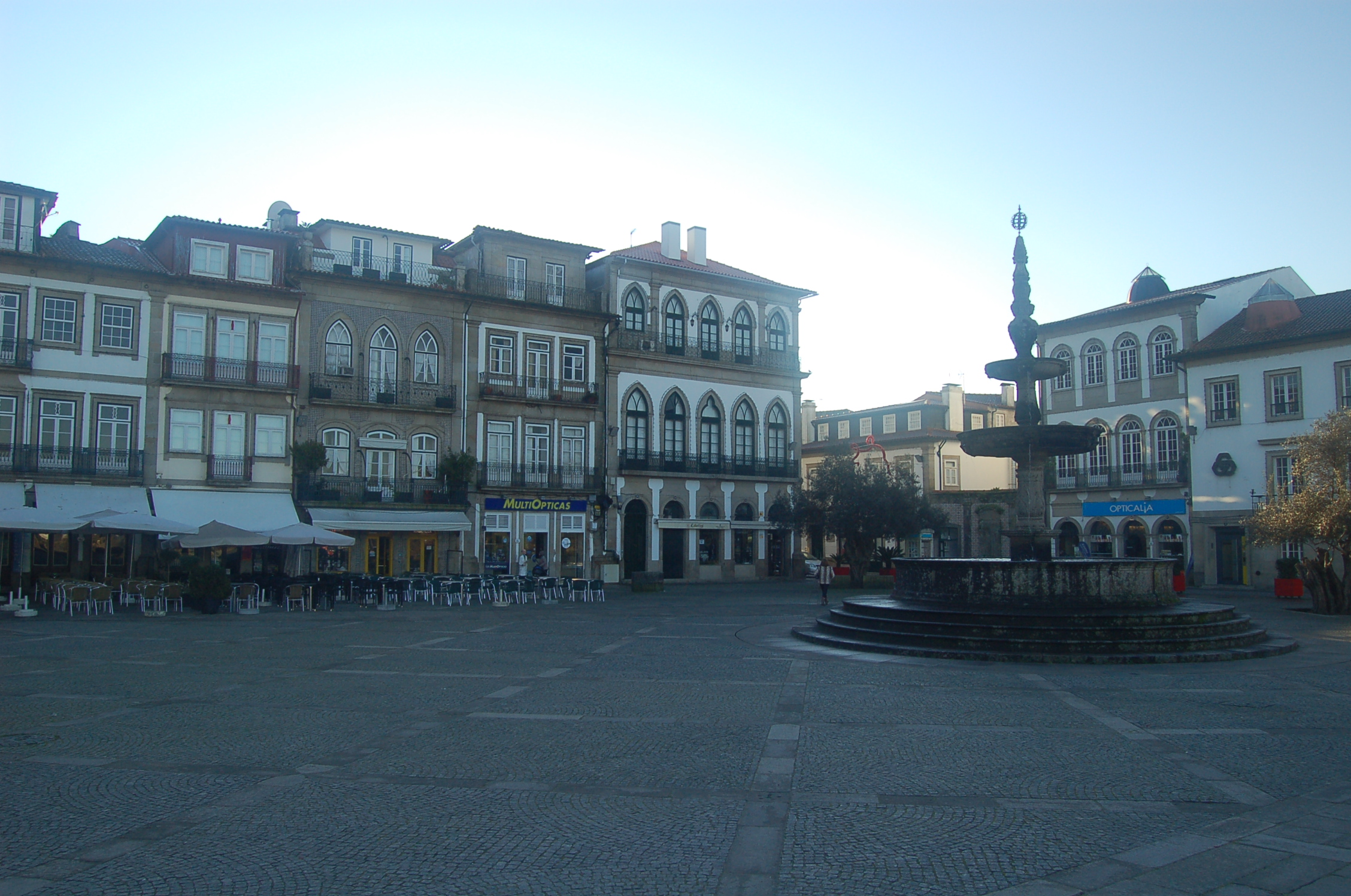
Chafariz de Ponte de Lima

Com os séculos XVIII e XIX a urbe de Ponte de Lima passaria por diversas transformações devido aos novos ideais do liberalismo, ocorrendo uma proliferação de solares barrocos. Por outro lado, as muralhas e as torres, que haviam deixado de ter importância militar, passaram a ser um alvo para quem quisesse roubar pedras como, por exemplo, para a construção de novas casas. A cidade passou por profundas alterações, com a abertura de novos arruamentos, a construção de espaços dedicados à cultura, como o Teatro Diogo Bernardes ou a Sociedade Limarense, inaugurada a 1 de Dezembro de 1868, ou a reforma administrativa implantada após 1836, em que a área de Ponte de Lima aumentou consideravelmente sem, porém, alterar o sector de actividade mais disseminado pelo seu território, o sector primário, que duraria até ao século XX.
A partir de 2025, Ponte de Lima vai passar a celebrar o feriado municipal a 4 de Março, data da outorga do foral pela Rainha D. Teresa em 1125, segundo aviso publicado em 23 de Maio de 2023 em Diário da República. Anteriormente, o feriado municipal celebrava-se no dia de Terça-feira depois das Feiras Novas, no mês de Setembro. A proposta de alteração foi aprovada por unanimidade pela Câmara e pela Assembleia Municipal. Esta alteração faz parte da celebração dos 900 anos do foral.

## Geografia
Ponte de Lima é um concelho localizado no Norte de Portugal, no Distrito de Viana do Castelo. A Norte, é limitado pelo município de Paredes de Coura, a Leste por Arcos de Valdevez e Ponte da Barca, a Sudeste por Vila Verde, a Sul por Barcelos, a Oeste por Viana do Castelo e Caminha e a Noroeste por Vila Nova de Cerveira.
Dentro das suas fronteiras administrativas, o concelho subdivide-se em 39 freguesias, fruto de uma reorganização administrativa que reduziu o número de freguesias de 51 para 39.
Com cerca de 320 km², Ponte de Lima representa cerca de 14,43% da área da NUTIII, 1,51% da área da Região Norte e 0,36% de Portugal Continental.

### Freguesias

Freguesias do município de Ponte de Lima

O município de Ponte de Lima está dividido em 39 freguesias:
| - Anais - Arca e Ponte de Lima (urbana) - Arcozelo (urbana) - Ardegão, Freixo e Mato - Bárrio e Cepões - Beiral do Lima - Bertiandos - Boalhosa - Brandara - Cabaços e Fojo Lobal - Cabração e Moreira do Lima - Calheiros - Calvelo - Correlhã (urbana) - Estorãos - Facha - Feitosa (urbana) - Fontão - Fornelos e Queijada - Friastelas | - Gandra - Gemieira - Gondufe - Labruja - Labrujó, Rendufe e Vilar do Monte - Navió e Vitorino dos Piães - Poiares - Refoios do Lima - Ribeira (urbana) - Sá - Santa Comba - Santa Cruz do Lima - Santa Maria de Rebordões - São Pedro d'Arcos - Souto de Rebordões - Seara - Serdedelo - Vale do Neiva - Vitorino das Donas |

### Rio Lima

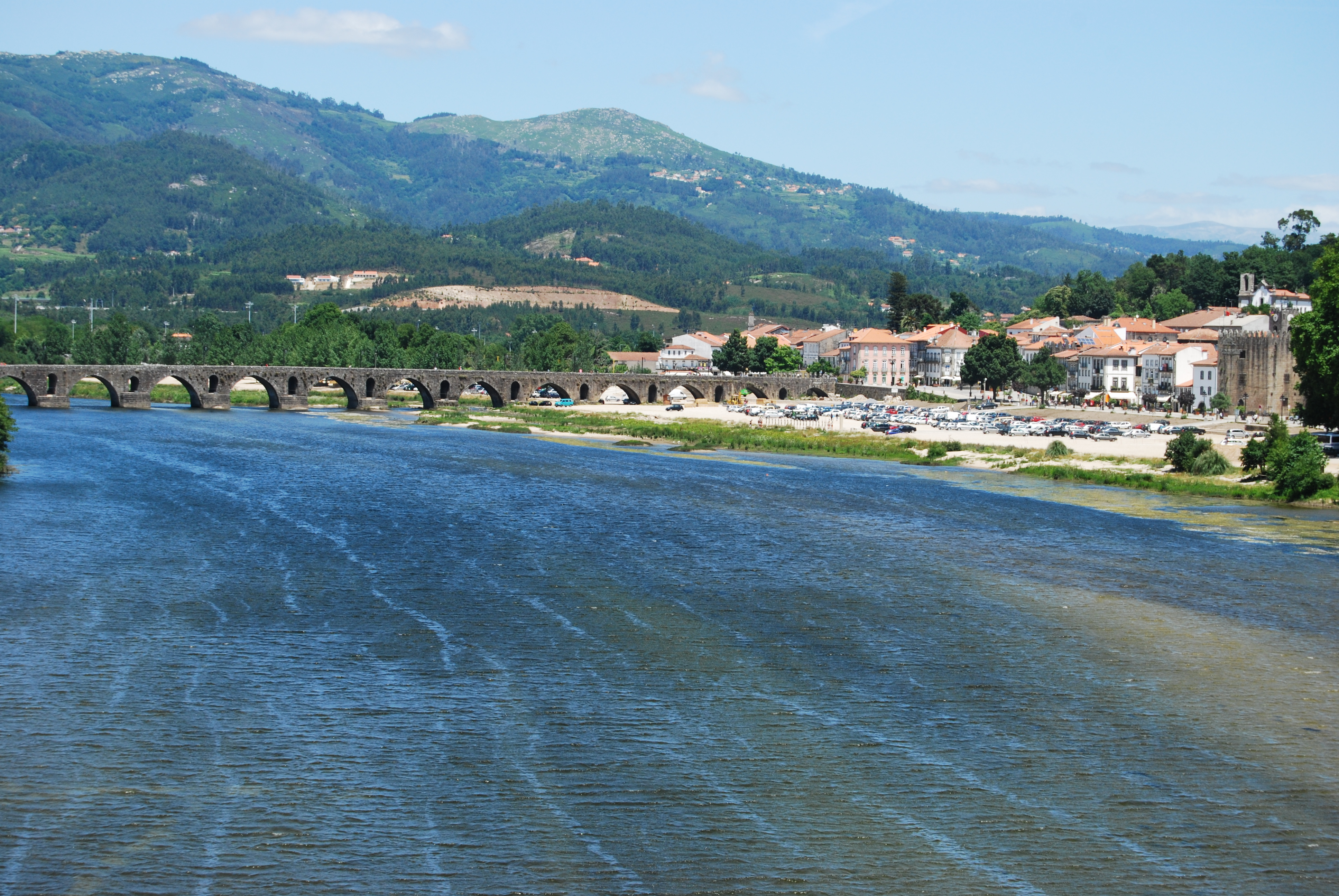
Rio Lima, atravessado pela ponte de Ponte de Lima

Outrora chamado de rio Limia (pelos romanos), o nome do rio está associado à palavra Lethes, que em grego significa "Esquecimento". Existe em Ponte de Lima uma lenda de que aqueles que o atravessassem perderiam a sua memória; desta lenda surge um episódio de uma legião romana que, ao ter chegado ao rio Lima, se recusou a galgar as suas margens e, perante este cenário, o comandante da legião lançou-se ao rio e nadou até à margem direita, na qual chamou cada legionário pelo seu nome, provando aos seus combatentes que a perda de memória não passava de um mito.
O rio nasce no monte Talarinho, atravessa Xinzo de Limia e percorre parte da Galiza até entrar em Portugal, percurso no qual fica Ponte de Lima, por onde o rio continua até Viana do Castelo, desaguando no Oceano Atlântico. O rio é navegável e a população podia pescar, lavar a roupa ou brincar na água, e continua a ser importante quer ambientalmente, quer para o desporto local.

### Acessos
Ponte de Lima, em termos de acessibilidade, possui uma vasta rede de rodovias. Duas auto-estradas atravessam e cruzam-se no concelho, a A27 e a A3. A A27 permite o acesso directo a Viana do Castelo, enquanto a A3 permite o acesso à cidade do Porto ou a Valença, uma cidade na fronteira entre Portugal e Galiza. Outra rodovia de importância é o IC28, que permite o acesso a Arcos de Valdevez e a Ponte da Barca. A nível interno, as principais vias rodoviárias usadas dentro do concelho são as estradas nacionais 201, 202, 203, 204, 306 e 307. A sede do concelho encontra-se ainda a uma distância de 84 quilómetros (km) por auto-estrada da cidade do Porto, a 32 km de Braga, a 29 km de Viana do Castelo, e a 75 km de Vigo, na Galiza. O aeroporto internacional mais próximo encontra-se em Vigo, a 68 km, enquanto o aeroporto internacional português mais próximo encontra-se a 81 km, no Porto.

#### Caminho de Santiago

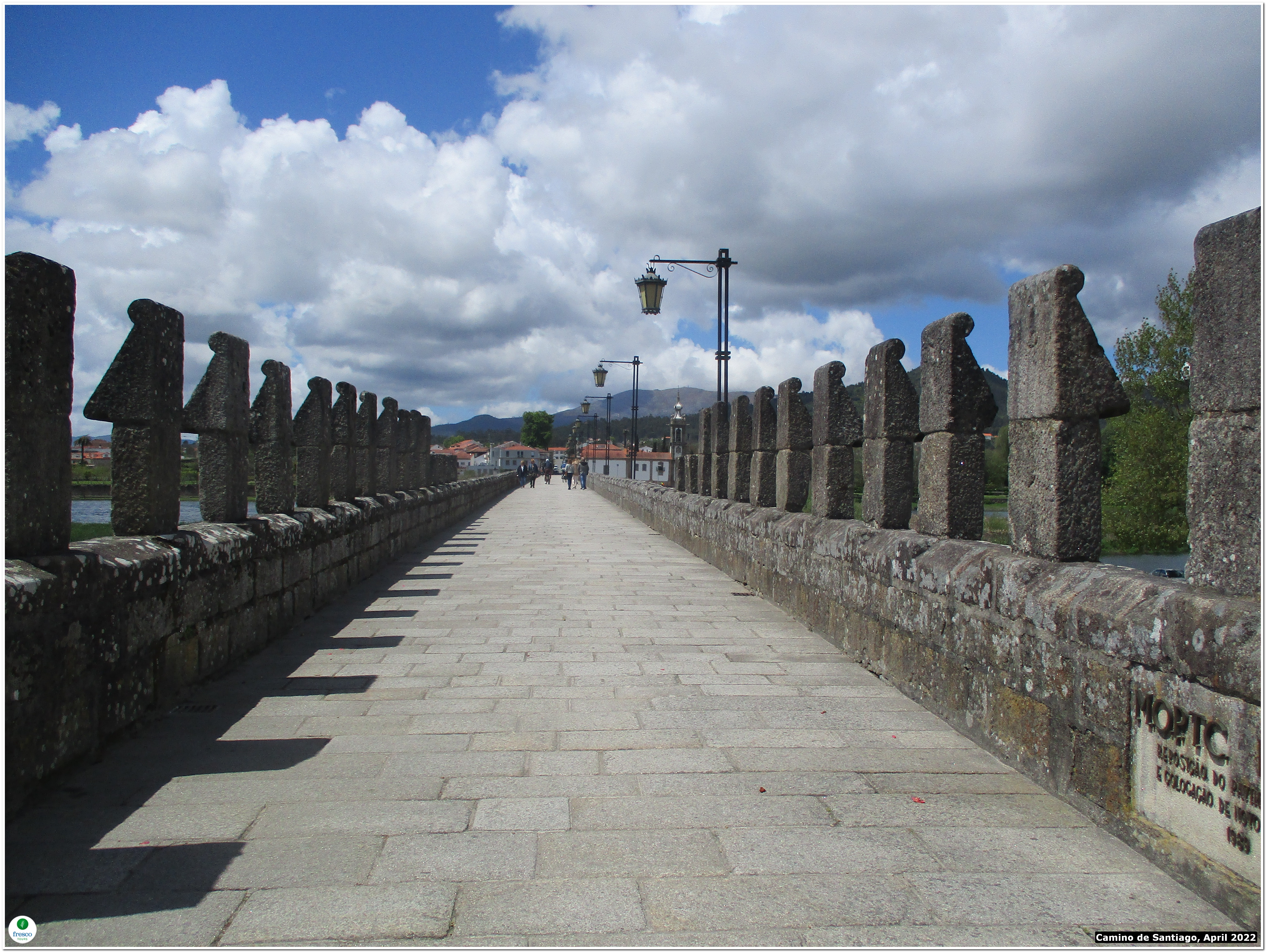
Parte do Caminha de Santiago, na fase em que passa pela ponte de Ponte de Lima

Por Ponte de Lima passa o Caminho Português de Peregrinação a Santiago. Este caminho, existente desde a Idade Média, passa directamente no centro da vila, atravessando a ponte romana/medieval. Vindo desde o Porto, os peregrinos que percorrem este caminha entram em Ponte de Lima a partir da freguesia de Poiares, passando depois por Vitorino dos Piães, Facha, Seara e Correlhã, chegando à principal vila do concelho. Aqui, encontra-se o Albergue de Peregrinos de Ponte de Lima, com uma capacidade para 60 pessoas e aberto todo o ano. Continuando pelo caminho, os peregrinos passam pela vila de Arcozelo e pelas freguesias de Calheiros, Cepões e Labruja. Do centro de Ponte de Lima são mais 19 quilómetros até sair do concelho, chegando a Rubiães, no concelho de Paredes de Coura, onde se encontra outro albergue para os peregrinos. Dentro do território do concelho, em termos de distância e altimetria do percurso, existe uma cota máxima de 392 metros, uma cota mínima de 2 metros, tendo o caminho uma extensão total de 29,3 quilómetros.

### Miradouros
O concelho tem, espalhados pelas suas freguesias, uma série de miradouros a partir dos quais se pode observar as paisagens e a biodiversidade do Vale do Lima. Entre os diversos locais naturais e construídos pelo homem, destaca-se o Miradouro da Bola da Pena, a 735 metros de altitude, de onde se observa os socalcos de Rendufe, o Miradouro da Madalena, a uma altitude de 235 metros, onde se encontra um castro e a Capela de Santa Maria Madalena e a partir do qual se pode observar a vila de Ponte de Lima e sua paisagem envolvente, o Miradouro de Santa Catarina, a 222 metros de altitude, local de uma capela dedicada a Santa Catarina e que remontará à Idade Média, e a partir de onde também se pode observar a vila, o Miradouro de Santa Justa, a 444 metros de altitude, onde se situa a Capela de Santa Justa e objecto de romarias, o Miradouro de Santa Rita a 337 metros de altitude, local de adoração religiosa a Santa Rita com vista para a Serra de Arga, o Miradouro de Santo Ovídio, antigo povoado castrejo e local de uma capela a Santo Ovídeo a uma altitude de 249 metros e o Miradouro de São Lourenço, na freguesia de Gondufe e com vista para o vale do Trovela, é local de um antigo povoado da Idade do Ferro, uma capela da era medieval e alvo de romaria no mês de Agosto.
Outros miradouros incluem o Miradouro do Alto do Cabeço, a 832 metros de altitude, o Miradouro do Bom Jesus, a 465 metros de altitude, local de uma capela e próximo do monte onde existiu a fortificação medieval da terra de Albergaria de Penela, o Miradouro do Castro de Santo Estevão, a uma altitude de 143 metros, com vestígios de habitações de um castro da Idade do Ferro e uma capela com vista para o vale da Facha, o Miradouro do Cerquido a 357 metros de altitude, o Miradouro do Monte da Nó, a uma altitude de 574 metros e com vista panorâmica para o vale do Lima, o Miradouro do Monte do Penedo, com uma vista privilegiada sobre a parte norte do vale do Lima, a 567 metros de altitude, o Miradouro do Penedo Branco, com uma vista para a paisagem sobre o rio Lima e local do marco geodésico do Penedo Branco, com 725 metros de altitude, o Miradouro do Penedo da Janelinha, a 243 metros de altitude, uma das poucas atalaias medievais que perdura no concelho, o Miradouro do Senhor do Socorro, local de uma capela com invocação ao Senhor do Socorro e com vista para o vale da Facha e para o Caminho de Santiago, e o Miradouro dos Socalcos de Labrujó e Rendufe, a 600 metros de altitude.

### Jardins, parques e espaços verdes

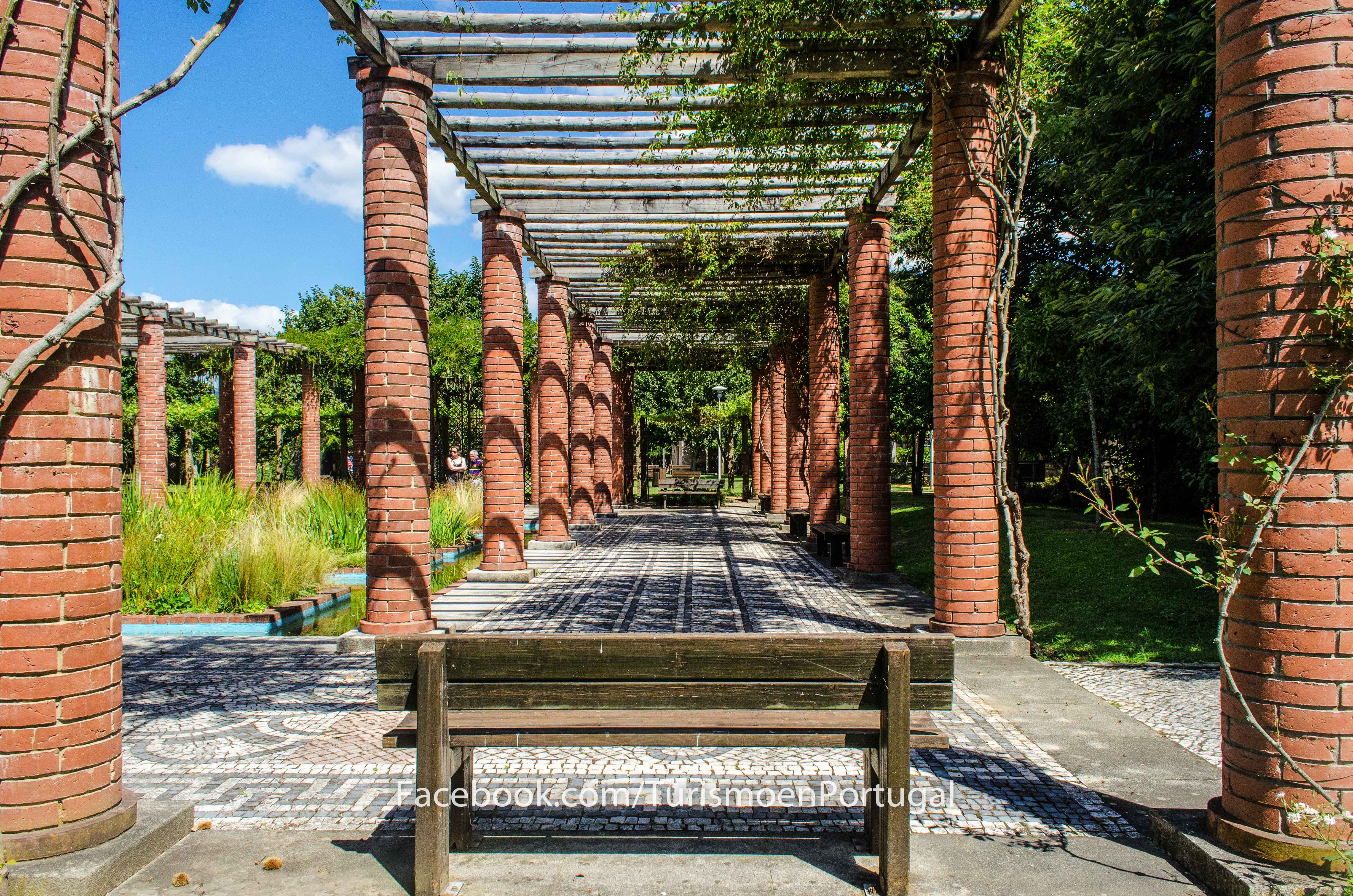
Parque do Arnado

Ponte de Lima possui uma série de parques e jardins pelo concelho. A cidade já foi galardoada com três vitórias no Concurso Nacional de Vilas e Cidades Floridas, e tem ainda dois prémios internacionais, uma medalha de bronze e uma de prata, no Concurso das Vilas e Cidades mais floridas da Europa em 1999 e 2000. Na margem direita do Rio Lima, encontra-se o Parque do Arnado, que nasceu a partir da quinta do Arnado e que ainda preserva algumas estruturas da quinta, e o Festival Internacional de Jardins, um espaço dedicado às artes que está aberto ao público entre Maio e Outubro. O município promove ainda o concurso Ponte de Lima - Jardins, Arte e Inovação, onde a população local é convidada a decorar as suas janelas, varandas, espaços edificados ou verdes.
Dos diversos parques e jardins, destacam-se a Avenida dos Plátanos, uma zona pedestre com plátanos centenários plantados em 1901; o espaço foi requalificado no início do século XXI, com as obras a terminarem em Junho de 2013. No prolongamento desta avenida encontra-se o Caminho do Topo - Açude do Rio Lima, junto à margem esquerda do rio Lima e à Capela e Ponte de Nossa Senhora da Guia. Ainda junto ao rio, existe o Campos do Arnado, uma zona arborizada e com algumas vinhas que funciona como parque de merendas e zona de lazer, e o Festival Internacional de Jardins, na margem direita, com uma área de cerca de 2,5 hectares, organizado em quatro espaços: estacionamento, zona das piscinas e bar, zona do parque de lazer e contemplação e zona definida pelo Festival Internacional de Jardins. Junto ao Convento de Santo António encontra-se o Jardim dos Terceiros, que se organiza em três espaços de cultivo diferenciados, uma zona de plantas medicinais, constituída pelo espaço central em volta do tanque, uma zona com plantas odoríferas e uma zona com plantas associadas à culinária. No centro da cidade, junto ao Paços do Concelho, ao Pelourinho e à Casa Torreada dos Barbosa Aranha, encontra-se o Jardim Dr. Adelino Sampaio, um jardim com canteiros, um relógio de sol e alguns monumentos como o Monumento ao Poeta António Feijó. Pelo território de Ponte de Lima destacam-se ainda o Jardim Sebastião Sanhudo, o Largo do Dr. António Magalhães, o Paço do Marquês, o Parque da Guia, o Parque da Lapa, o Parque da Vila, ou Parque Urbano de Ponte de Lima, o Parque do Monte da Madalena, o Parque Temático do Arnado, o Passeio Ribeirinho e Ecovias, e a Villa Moraes.
Pelo concelho podem-se encontrar também diversas ecovias, trilhos e percursos, como a Ecovia das Laranjas, ligando a vila e o cais da Garrida, a Ecovia das Lagoas, que liga a vila e o ribeiro da Silvareira, em Fontão, a Ecovia das Veigas, que estabelece a ligação entre a vila e o cais de Vitorino das Donas, a Ecovia dos Açudes, entre a vila e o limite do concelho de Ponte de Lima com Ponte da Barca, a Grande Rota de Montanha, o Percurso da Água, o Percurso da Lagoa, o Percurso da Mesa dos Quatro Abades, o Percurso da Veiga, o Percurso das Tapadas, entre outros percursos e trilhos menores.

## Demografia
Em 2023 o concelho de Ponte de Lima tinha 41130 habitantes, estando a perder população quando comparado com 2011, com um decréscimo de cerca de 0,5%. Em 2001, a densidade populacional do concelho era de 138 habitantes por quilómetro quadrado, passando a ser de 128 habitantes por km² em 2022. Ainda no ano de 2023, foi registada uma taxa bruta de natalidade de 7,1% e um índice de dependência total de 57,7%, sendo que a população com mais de 65 anos representava cerca de 25,1% da população concelhia. Entre 2017 e 2021, foi registada uma taxa quinquenal de mortalidade infantil de 2,9%. Em termos de beneficiários de subsídio de desemprego, estes representavam 2,2% da população em 2022, apresentando um decréscimo face aos 2,9% em 2017, sendo que o mesmo decréscimo foi registado no que toca que percentagem de beneficiários de rendimento social de inserção, que baixou de 1,1% em 2017 para 0,7% em 2022; dentro destes universos, em ambos os casos, as mulheres representavam a maior fatia de beneficiários, com 53,5% no rendimento social de inserção e 61,8% no subsídio de desemprego. Por idades, a maior fatia é representada pelos habitantes com 55 anos ou mais no rendimento social, representando 43,8%, e os habitantes entre os 40 e os 54 anos no subsídio de desemprego, representando 45,6%.
| Número de habitantes | Número de habitantes | Número de habitantes | Número de habitantes | Número de habitantes | Número de habitantes | Número de habitantes | Número de habitantes | Número de habitantes | Número de habitantes | Número de habitantes | Número de habitantes | Número de habitantes | Número de habitantes | Número de habitantes | Número de habitantes |
| -------------------- | -------------------- | -------------------- | -------------------- | -------------------- | -------------------- | -------------------- | -------------------- | -------------------- | -------------------- | -------------------- | -------------------- | -------------------- | -------------------- | -------------------- | -------------------- |
| 1864                 | 1878                 | 1890                 | 1900                 | 1911                 | 1920                 | 1930                 | 1940                 | 1950                 | 1960                 | 1970                 | 1981                 | 1991                 | 2001                 | 2011                 | 2021                 |
| 32260                | 31742                | 32148                | 33314                | 34735                | 35537                | 36256                | 40832                | 43959                | 42979                | 42395                | 43797                | 43421                | 44343                | 43498                | 41164                |

| Número de habitantes por grupo etário | Número de habitantes por grupo etário | Número de habitantes por grupo etário | Número de habitantes por grupo etário | Número de habitantes por grupo etário | Número de habitantes por grupo etário | Número de habitantes por grupo etário | Número de habitantes por grupo etário | Número de habitantes por grupo etário | Número de habitantes por grupo etário | Número de habitantes por grupo etário | Número de habitantes por grupo etário | Número de habitantes por grupo etário | Número de habitantes por grupo etário |
| ------------------------------------- | ------------------------------------- | ------------------------------------- | ------------------------------------- | ------------------------------------- | ------------------------------------- | ------------------------------------- | ------------------------------------- | ------------------------------------- | ------------------------------------- | ------------------------------------- | ------------------------------------- | ------------------------------------- | ------------------------------------- |
|                                       | 1900                                  | 1911                                  | 1920                                  | 1930                                  | 1940                                  | 1950                                  | 1960                                  | 1970                                  | 1981                                  | 1991                                  | 2001                                  | 2011                                  | 2021                                  |
| 0–14 Anos                             | 10 817                                | 11 783                                | 11 668                                | 12 922                                | 14 656                                | 14 966                                | 14 643                                | 14 305                                | 13 716                                | 10 219                                | 8 019                                 | 6 736                                 | 4 892                                 |
| 15–24 Anos                            | 5 415                                 | 5 842                                 | 6 373                                 | 5 911                                 | 6 547                                 | 7 423                                 | 6 727                                 | 6 620                                 | 7 594                                 | 7 977                                 | 6 941                                 | 5 132                                 | 4 551                                 |
| 25–64 Anos                            | 14 324                                | 14 450                                | 14 566                                | 15 130                                | 15 901                                | 17 935                                | 17 662                                | 16 985                                | 17 089                                | 19 026                                | 21 875                                | 23 010                                | 21 652                                |
| ≥ 65 Anos                             | 2 484                                 | 2 535                                 | 2 651                                 | 2 856                                 | 2 876                                 | 3 063                                 | 3 947                                 | 4 485                                 | 5 398                                 | 6 199                                 | 7 508                                 | 8 620                                 | 10 069                                |

## Política e administração municipal

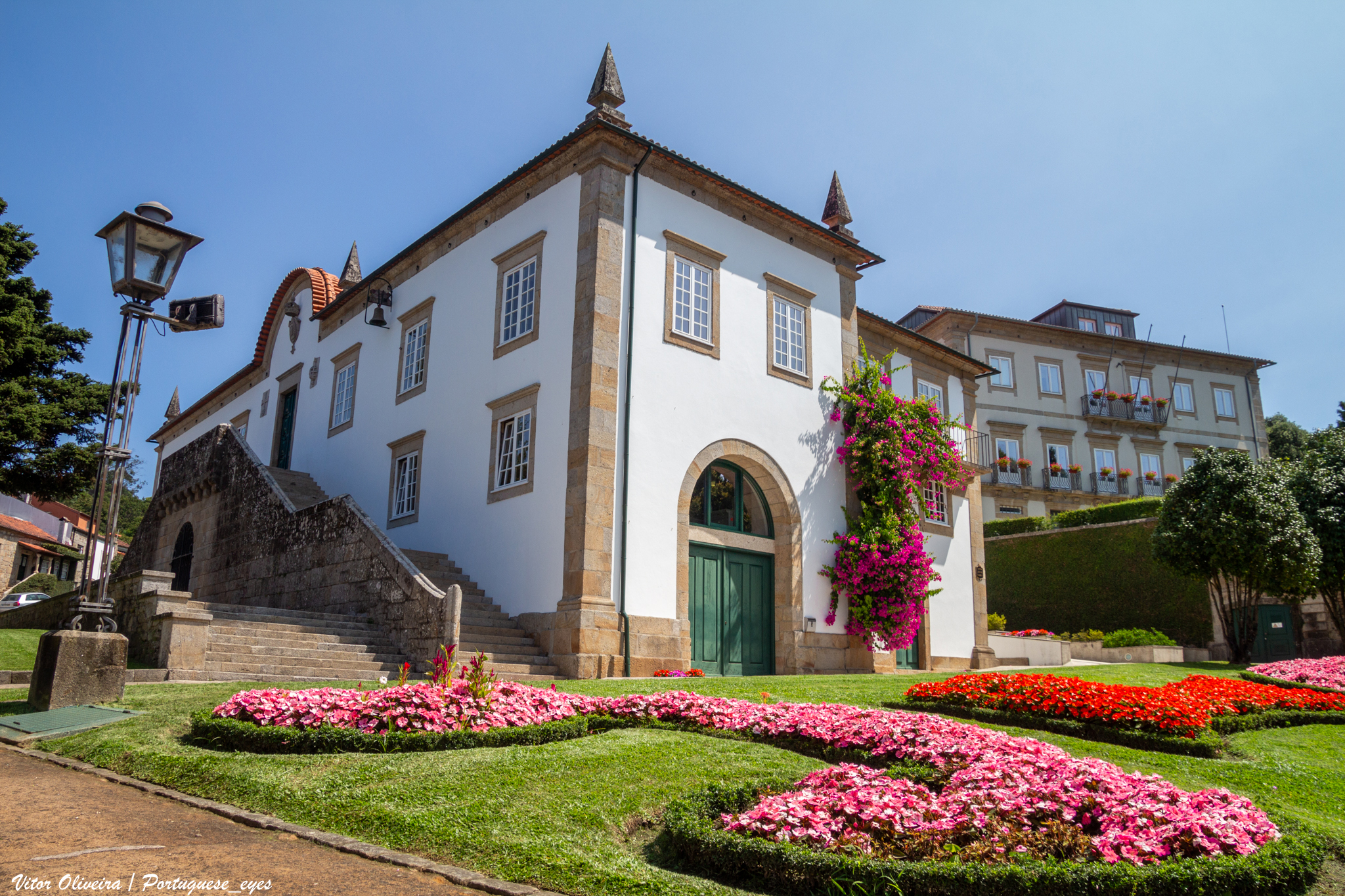
Câmara Municipal de Ponte de Lima

### Eleições autárquicas
Abaixo, uma tabela na qual se apresentam os dados dos resultados das eleições e forças políticas que nelas participaram:
| Data | %      | V      | %       | V       | %     | V     | %            | V            | %              | V  | %              | V   | %              | V   | %              | V   | %  | V  | Participação |                |
| Data | CDS-PP | CDS-PP | PPD/PSD | PPD/PSD | PS    | PS    | FEPU/APU/CDU | FEPU/APU/CDU | AD             | AD | PRD            | PRD | PPM            | PPM | IND            | IND | CH | CH | Participação |                |
| ---- | ------ | ------ | ------- | ------- | ----- | ----- | ------------ | ------------ | -------------- | -- | -------------- | --- | -------------- | --- | -------------- | --- | -- | -- | ------------ | -------------- |
| Data | 1976   | 43,29  | 3       | 34,39   | 3     | 12,21 | 1            | 5,90         | -              |    |                |     |                |     |                |     |    |    |              | 74,42 / 100,00 |
| 1979 | AD     | AD     | AD      | AD      | 12,66 | 1     | 6,97         | -            | 77,32          | 6  | 80,18 / 100,00 |     |                |     |                |     |    |    |              |                |
| 1982 | AD     | AD     | AD      | AD      | 23,09 | 2     | 7,06         | -            | 64,37          | 5  | 74,58 / 100,00 |     |                |     |                |     |    |    |              |                |
| 1985 | 42,57  | 3      | 35,81   | 3       | 10,82 | 1     | 4,39         | -            |                |    | 3,34           | -   | 76,45 / 100,00 |     |                |     |    |    |              |                |
| 1989 | 46,00  | 4      | 39,71   | 3       | 8,13  | -     | 3,09         | -            |                |    | 74,93 / 100,00 |     |                |     |                |     |    |    |              |                |
| 1993 | 45,70  | 4      | 37,73   | 3       | 8,86  | -     | 3,80         | -            | 0,99           | -  | 75,75 / 100,00 |     |                |     |                |     |    |    |              |                |
| 1997 | 61,17  | 5      | 23,99   | 2       | 9,82  | -     | 1,72         | -            |                |    | 74,09 / 100,00 |     |                |     |                |     |    |    |              |                |
| 2001 | (a)    | (a)    | 23,60   | 2       | 11,62 | 1     | 4,07         | -            | 57,36          | 4  | 73,93 / 100,00 |     |                |     |                |     |    |    |              |                |
| 2005 | 57,62  | 5      | 21,18   | 1       | 14,93 | 1     | 2,78         | -            |                |    | 72,81 / 100,00 |     |                |     |                |     |    |    |              |                |
| 2009 | 64,26  | 6      | 19,66   | 1       | 10,29 | -     | 2,88         | -            | 67,25 / 100,00 |    |                |     |                |     |                |     |    |    |              |                |
| 2013 | 54,30  | 5      | 15,85   | 1       | 9,28  | -     | 3,75         | -            | 12,05          | 1  | 63,97 / 100,00 |     |                |     |                |     |    |    |              |                |
| 2017 | 52,11  | 5      | 10,30   | -       | (b)   | (b)   | 2,78         | -            | 0,51           | -  | 23,66          | 2   | 66,72 / 100,00 |     |                |     |    |    |              |                |
| 2017 | 52,11  | 5      | 10,30   | -       | (b)   | (b)   | 2,78         | -            | 0,51           | -  | 7,08           | -   | 66,72 / 100,00 |     |                |     |    |    |              |                |
| 2021 | 43,38  | 4      | 11,19   | 1       | (b)   | (b)   | 2,14         | -            | 0,47           | -  | 28,02          | 2   | 1,18           | -   | 67,59 / 100,00 |     |    |    |              |                |
| 2021 | 43,38  | 4      | 11,19   | 1       | (b)   | (b)   | 2,14         | -            | 0,47           | -  | 5,92           | -   | 1,18           | -   | 67,59 / 100,00 |     |    |    |              |                |
| 2021 | 43,38  | 4      | 11,19   | 1       | (b)   | (b)   | 2,14         | -            | 0,47           | -  | 3,90           | -   | 1,18           | -   | 67,59 / 100,00 |     |    |    |              |                |

(a) A concelhia do CDS-PP apoiou a lista independente de Daniel Campelos nas eleições de 2001
(b) O PS apoiou a lista independente "Ponte de Lima Minha Terra" nas eleições de 2017 e 2021

### Eleições legislativas
| Data | %     | %     | %     | %    | %     | %     | %        | %     | %    | %     | %    | %   | %       | % | %  | %  |
| Data | CDS   | PSD   | PS    | PCP  | UDP   | AD    | APU/ CDU | FRS   | PRD  | PSN   | BE   | PAN | PSD CDS | L | CH | IL |
| ---- | ----- | ----- | ----- | ---- | ----- | ----- | -------- | ----- | ---- | ----- | ---- | --- | ------- | - | -- | -- |
| 1976 | 38,79 | 34,85 | 12,69 | 3,59 | 0,37  |       |          |       |      |       |      |     |         |   |    |    |
| 1979 | AD    | AD    | 14,59 | APU  | 0,50  | 70,78 | 5,74     |       |      |       |      |     |         |   |    |    |
| 1980 | AD    | AD    | FRS   | APU  | 0,40  | 74,15 | 5,99     | 13,79 |      |       |      |     |         |   |    |    |
| 1983 | 33,09 | 34,42 | 21,80 | APU  | 0,19  |       | 5,32     |       |      |       |      |     |         |   |    |    |
| 1985 | 29,35 | 37,93 | 12,47 | APU  | 0,67  | 4,92  | 9,41     |       |      |       |      |     |         |   |    |    |
| 1987 | 13,93 | 61,44 | 13,57 | CDU  | 0,23  | 3,45  | 2,26     |       |      |       |      |     |         |   |    |    |
| 1991 | 12,94 | 63,95 | 15,84 | CDU  |       | 2,99  | 0,80     | 0,81  |      |       |      |     |         |   |    |    |
| 1995 | 18,73 | 48,93 | 26,16 | CDU  | 0,23  | 3,04  |          |       |      |       |      |     |         |   |    |    |
| 1999 | 31,48 | 36,22 | 25,37 | CDU  |       | 2,88  | 0,32     | 0,50  |      |       |      |     |         |   |    |    |
| 2002 | 18,70 | 50,44 | 23,69 | CDU  | 2,21  |       | 1,10     |       |      |       |      |     |         |   |    |    |
| 2005 | 21,68 | 38,08 | 29,54 | CDU  | 2,71  | 3,00  |          |       |      |       |      |     |         |   |    |    |
| 2009 | 26,98 | 31,81 | 27,21 | CDU  | 2,95  | 5,52  |          |       |      |       |      |     |         |   |    |    |
| 2011 | 22,94 | 45,70 | 19,46 | CDU  | 3,41  | 2,65  | 0,45     |       |      |       |      |     |         |   |    |    |
| 2015 | PSD   | CDS   | 21,04 | CDU  | 4,00  | 5,65  | 0,59     | 58,53 | 0,21 |       |      |     |         |   |    |    |
| 2019 | 15,67 | 36,11 | 26,51 | CDU  | 2,98  | 6,69  | 1,77     |       | 0,46 | 0,64  | 0,57 |     |         |   |    |    |
| 2022 | 9,42  | 37,79 | 34,16 | CDU  | 2,17  | 2,67  | 0,79     | 0,56  | 6,28 | 2,94  |      |     |         |   |    |    |
| 2024 | AD    | AD    | 21,44 | CDU  | 42,83 | 1,62  | 2,52     | 1,03  | 1,57 | 19,17 | 3,70 |     |         |   |    |    |

## Economia
Dentro das fronteiras do concelho, em 2022 encontravam-se registadas 5417 empresas, um aumento face às 4981 empresas que existiam em 2017. Destas, a actividade empresarial de maior peso é a do comércio por grosso e a retalho e reparação de veículos automóveis e motociclos, destacando-se também a actividade na área da construção. Em 2016, o município era o 9.º maior exportador de material de transporte da região Norte. Neste ano, o volume de negócios atingiu os 788 milhões de euros e, em termos de exportações, os três bens mais exportados eram o material de transporte, peles/couros/bolsas, e matérias têxteis. Em termos de área total das áreas empresariais do município, esta ocupava 514.110 m², com três pólos industriais dentro do concelho: os Pólos Industriais e Empresariais da Gemieira e da Queijada, e o Pólo Empresarial de Calvelo.
Em 2021 o sector secundário continuou a ocupar a maior fatia entre os três sectores, crescendo para 51,4% face aos 49,2% em 2013. Já o sector terciário ocupava 46,8% e o primário 1,8% em 2021.

## Cultura e património

### Museus, edifícios culturais e folclore
O município de Ponte de Lima possui diversos museus e centros de interpretação, como o Museu dos Terceiros, instalado no antigo Convento de Santo António dos Frades. Este museu é especializado em arte sacra e alberga uma colecção significativa de esculturas e pinturas religiosas, principalmente dos séculos XVI a XIX, bem como uma exposição permanente dedicada à vida monástica e às tradições religiosas da região. O edifício em si é um exemplo assinalável da arquitectura conventual e reflete a importância histórica da presença religiosa na vila.
O Museu do Brinquedo Português é um museu dedicado à preservação e exposição de brinquedos fabricados em Portugal ao longo do século XX. O acervo mostra a evolução dos brinquedos, com objectos em madeira, folha de flandres, tecido e plástico. Além de servir como espaço de memória, o museu também propõe uma reflexão sobre a infância e a transformação da indústria de brinquedos ao longo do tempo.
Na vila estão também presentes uma série de centros de interpretação que promovem o conhecimento do território e da sua história. O Centro de Interpretação do Território tem como objetivo a divulgação da paisagem, cultura e património natural e construído de Ponte de Lima através de exposições interactivas e audiovisuais. O Centro de Interpretação e Promoção do Vinho Verde tem como objetivo a divulgação do vinho verde, uma das mais importantes produções agrícolas da região, através de exposições que explicam o processo de vinificação e a relevância deste produto na economia e cultura locais.
O Centro de Interpretação da História Militar, instalado no edifício conhecido por Paço do Marquês, erguido na segunda metade do século XV como residência do alcaide-mor D. Leonel de Lima, tem por objectivo divulgar a história militar da vila, com exposições sobre a participação de Ponte de Lima em diversos conflitos, desde as Guerras da Restauração até às campanhas napoleónicas. A Estação do Tempo do Romano é dedicada ao passado romano da região, com um acervo constituído por achados arqueológicos que ilustram a vida quotidiana durante a ocupação romana no Noroeste Peninsular.
Outras infra-estruturas culturais incluem o Arquivo Municipal, instalado na denominada Casa do Calvário, e onde se encontram documentos datados desde o século XIV, a Biblioteca Municipal, instalada no antigo Hospital da Misericórdia, o Centro de Informação do Lima, cujo propósito é o da sensibilização e divulgação dos valores ambientais, históricos e económico-sociais associados ao Rio Lima, o Centro de Interpretação das Aldeias da Mesa dos 4 Abades, focado no património da região envolvente da Mesa dos 4 Abades, o Teatro Diogo Bernardes, que ocupa um edifício construído em 1896 mas re-inaugurado como teatro em 1999, dedica-se à promoção do teatro, da música e da dança, e a Estação do Tempo sobre a Rota do Romano, junto à ponte romana, que se dedica à memória e à história sobre a época romana da região.
A nível do folclore, o concelho conta com diversos ranchos folclóricos, como o Grupo Cultural e Recreativo de Danças e Cantares de Ponte de Lima (GCRDC), o Grupo Etnográfico Infantil da Casa do Povo de Freixo ou o Rancho Folclórico da Correlhã. Estes grupos trabalham para manter vivas algumas tradições e actuam em diversos espectáculos e ocasiões festivas do concelho, como celebrações de santos católicos, e também participam em vários filmes. O Festival de Folclore de Ponte de lima é organizado pelo GCRDC, que é também um dos fundadores da Associação de Folclore de Ponte de Lima.

#### Festas, feiras e romarias

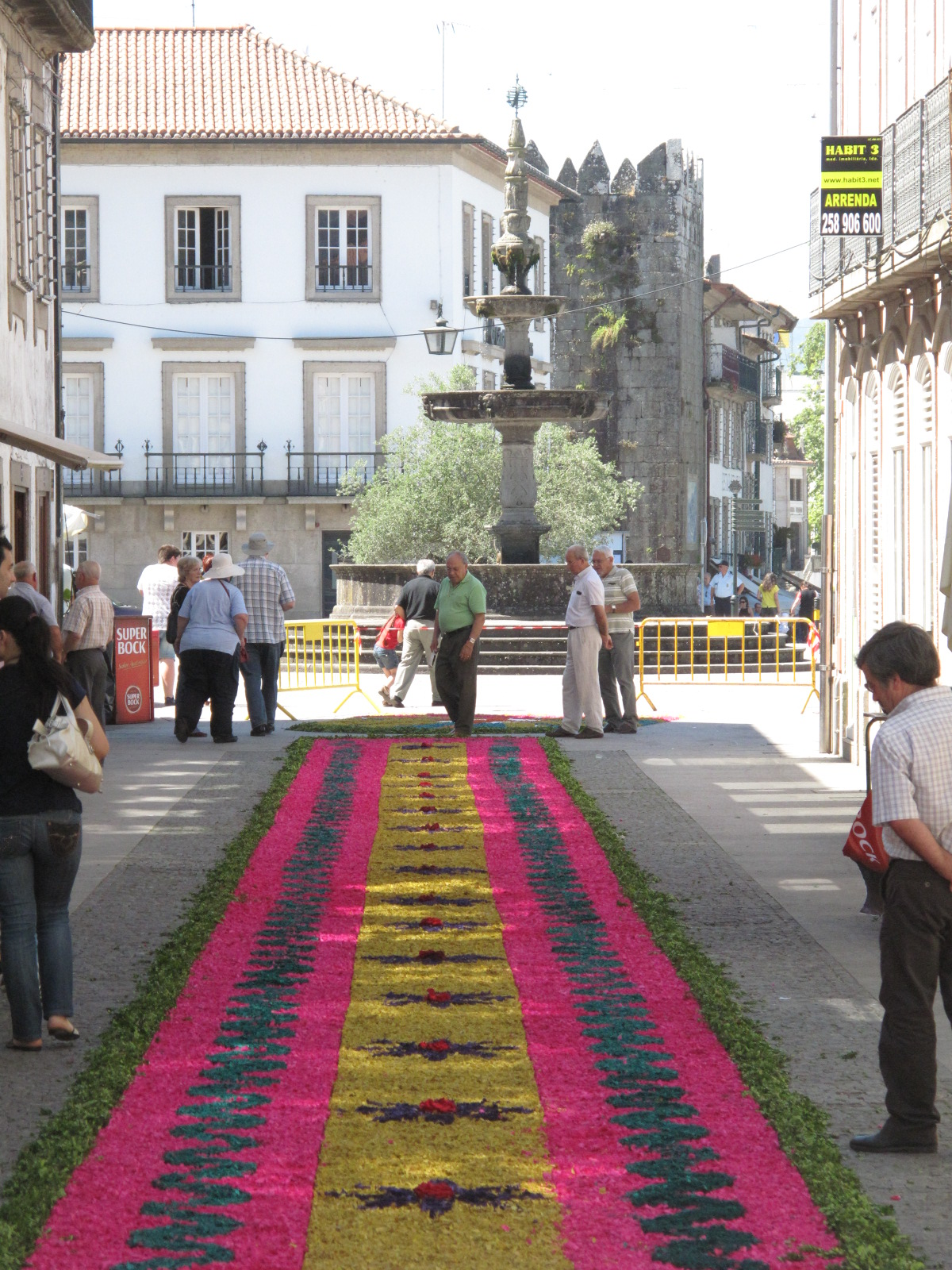
Ruas da vila decoradas com tapetes florais para a festa do Corpo de Deus

Ponte de Lima possui uma série de tradições e festividades que se estendem em diversas categorias, como o artesanato, festas e feiras, música e danças, procissões e romarias, artefactos, entre outros. Ao longo do ano são celebradas várias festas e romarias tradicionais. A maior e mais significativa são as Feiras Novas, realizadas desde 1826 em Setembro, em honra de Nossa Senhora das Dores. Estas feiras combinam celebrações religiosas com eventos culturais, como cortejos históricos e etnográficos, folclore, concursos de concertinas, concursos de pecuária e o tradicional cortejo de bois. As Feiras Novas tornaram-se num dos maiores eventos festivos do Minho e recebem milhares de visitantes anualmente.
A festividade do Corpo de Deus, celebrada em Junho, é um dos momentos mais solenes do calendário religioso de Ponte de Lima. A característica mais significativa desta festa é a tradicional procissão eucarística. As ruas da vila são decoradas com tapetes florais para receber o cortejo, que inclui entidades religiosas e civis. A procissão é de grande importância para a devoção católica da comunidade.
A Festa da Senhora da Boa Morte é uma romaria celebrada em Julho na freguesia da Correlhã. Esta festa inclui uma procissão solene, missas e outros actos religiosos, mas também eventos culturais e recreativos. A Festa do Senhor da Saúde, realizada em agosto na freguesia de Sá caracteriza-se por procissões e celebrações litúrgicas que mobilizam uma quantidade assinalável de fiéis. A Festa do Senhor do Socorro acontece em Agosto no Santuário de Nosso Senhor do Socorro em Labruja, sendo conhecida pela sua forte componente devocional. A peregrinação até ao santuário, no topo da montanha, é realizada não só pelos habitantes de Ponte de Lima, mas também por peregrinos de fora do concelho.

### Gastronomia
Em Ponte de Lima, ao longo da sua existência, foram-se desenvolvendo diversos pratos que se tornaram típicos da região. Um desses pratos, o Arroz de Sarrabulho, é considerado um ex-libris e recentemente reconhecido como Especialidade Tradicional Garantida (ETG), pela Comissão Europeia. Outros pratos da região são o Bacalhau de Cebolada, o Arroz de Lampreia e a Lampreia à Bordaleza, cujas lampreias são do próprio rio Lima. Para além destes, existem diversos outros pratos confecionados à base de carne minhota. São lançados ainda na cidade, todos os anos, diversos festivais gastronómicos como o Fim de Semana Gastronómico do Arroz de Sarrabulho, o da Lampreia, ou o Domingo Gordo, e feiras gastronómicas como a AgroLimiano.
No dia 14 de fevereiro de 2025, a Câmara Municipal de Ponte de Lima formalizou uma candidatura à Rede de Cidades Criativas da UNESCO, na área da gastronomia. Até esta data, em Portugal, apenas Santa Maria da Feira está classificada, desde 2021, pela UNESCO. Em 2025 apenas duas cidades concorreram, sendo a outra Cascais.

### Desporto

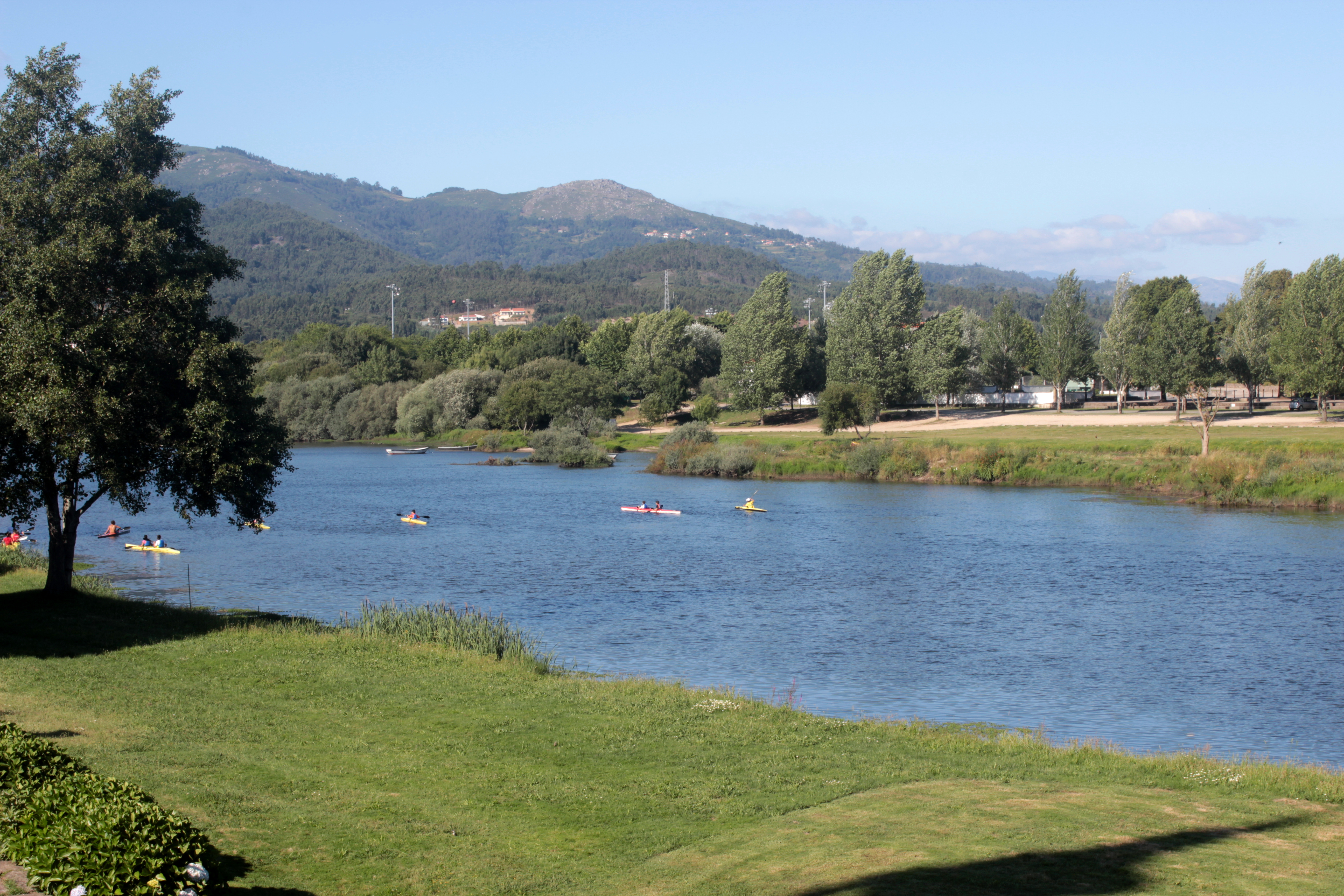
Canoagem no Rio Lima

Ponte de Lima tem uma grande tradição em desporto náutico, nomeadamente na canoagem através do seu Clube Náutico de Ponte de Lima, fundado a 21 de Agosto de 1991, tendo sido a escola de formação do Campeão Olímpico Fernando Pimenta e de diversos outros atletas. Este clube, depois de fundado, funcionou nas antigas instalações do Ciclo Preparatório, na Rua do Arrabalde; foi nesta casa que, entre 1992 e 1997, o clube conseguiu sagrar 40 campeões nacionais, levando ao estatuto de alta competição e às selecções nacionais diversos atletas. Em 1998 o clube mudou-se para o novo Centro Náutico, construído pelo próprio município. Vários dirigentes e atletas do clube têm obtido inúmeras condecorações ao longo da sua existência, como Hélio Lucas, Fernando Pimenta, Nuno Barros, Samuel Amorim, Rui Lacerda ou João Amorim. Só em 2020, o Clube Náutico manteve-se no 1.º lugar do Ranking Nacional de Clubes pelo 14.º ano consecutivo, com 16 medalhas de ouro, 22 de prata e 26 de bronze.
Várias outras infra-estruturas existentes pelo concelho, como ginásios, polidesportivos e outros equipamentos, têm a sua gestão dividida entre o município, as freguesias e diversas associações; entre os diversos equipamentos desportivos contam-se o Bike Park, na Serra d'Arga, um campo de golfe, campos de futebol e de ténis, o centro equestre, o Parque Aventura de Pentieiros, na freguesia de Estorãos, o Parque Aventura Time Out, um parque radical para skate, bicicleta e patins, dez pavilhões gimnodesportivos espalhados pelo concelho, piscinas ao ar livre, piscinas cobertas e uma pista de pump track.

### Educação
A rede de ensino público de Ponte de Lima é constituída por quatro agrupamentos de escolas: Agrupamento de Escolas de António Feijó, Agrupamento de Escolas de Freixo, Agrupamento de Escolas de Arcozelo e Agrupamento de Escolas de Ponte de Lima. Estes agrupamentos incluem várias escolas de ensino pré-escolar, básico e secundário. As duas escolas secundárias são a Escola Secundária de Ponte de Lima e a Escola Secundária de Arcozelo, que disponibilizam também cursos profissionais.
Além das escolas públicas, Ponte de Lima dispõe ainda do Colégio de São José, uma instituição privada que oferece ensino básico e secundário. Complementando a rede educativa municipal. No campo da educação especializada está o Centro Educativo das Lagoas, uma instituição dedicada à formação de jovens com necessidades educativas especiais, promovendo a inclusão social e escolar. A nível do ensino superior, Ponte de Lima é sede da Escola Superior Agrária do Instituto Politécnico de Viana do Castelo. Além do Instituto Politécnico em Viana do Castelo, a vila encontra-se relativamente próxima da Universidade do Minho em Braga.

### Património edificado

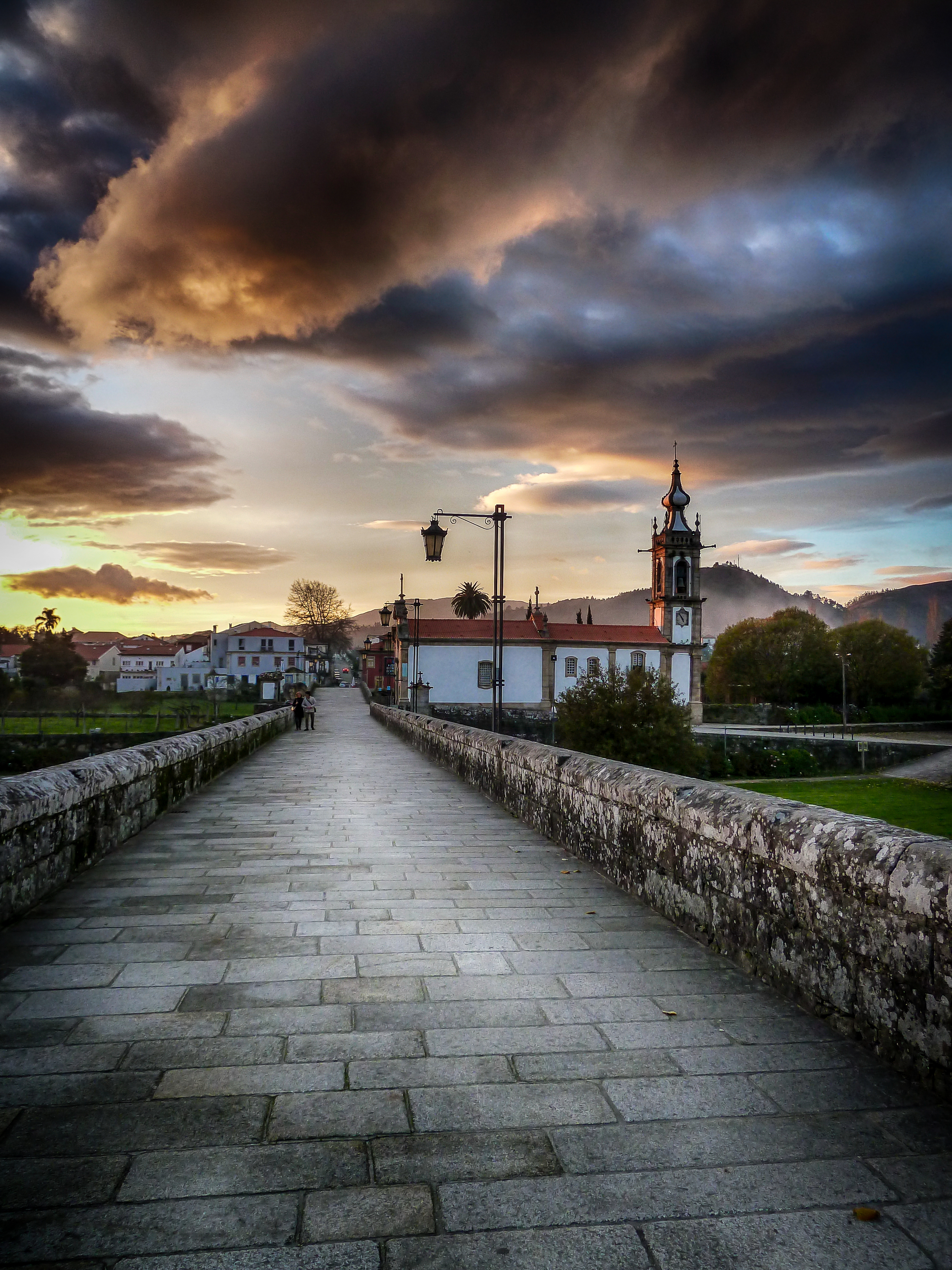
Parte romana da ponte de Ponte de Lima, que termina na Igreja de Santo António da Torre Velha

A cidade de Ponte de Lima possui uma série de edifícios e outras edificações e construções declaradas como património. No centro da cidade, no Largo de Camões, encontra-se o Chafariz Nobre, datado de 1603 e originalmente instalado no Largo Dr. António Magalhães. Foi transferido para a actual localização em 1929 e o seu estilo renascentista e execução são atribuídos a João Lopes, o Moço. Junto a este chafariz encontra-se uma inscrição num bloco granítico onde se previam coimas para as pessoas que o sujassem. Neste mesmo centro urbano encontra-se a Torre da Cadeia Velha e Torre S. Paulo, classificadas como Imóveis de Interesse Público, assim como o que resta da muralha que as une; estas construções são o que resta da antiga muralha da cidade, edificado no reinado de D. Pedro I, no século XIV. A Torre da Cadeia Velha, adaptada para funcionar como uma prisão no século XVI, durante o reinado de D. Manuel I, alberga actualmente a loja de turismo e acolhe exposições temporárias. Ainda no centro da urbe, o rio Lima é atravessado pela ponte romana/medieval, tipo como o ex-libris de Ponte de Lima. Este monumento é composto na sua maioria por uma ponte medieval, que tem início na margem esquerda e vai até à Igreja de Santo António da Torre Velha, e continua pelo que resta da ponte romana. A parte romana data provavelmente do século I e era parte constituinte de uma via que ligava Braga a Astorga, a Via XIX, mandada abrir pelo primeiro imperador romano, Augusto.

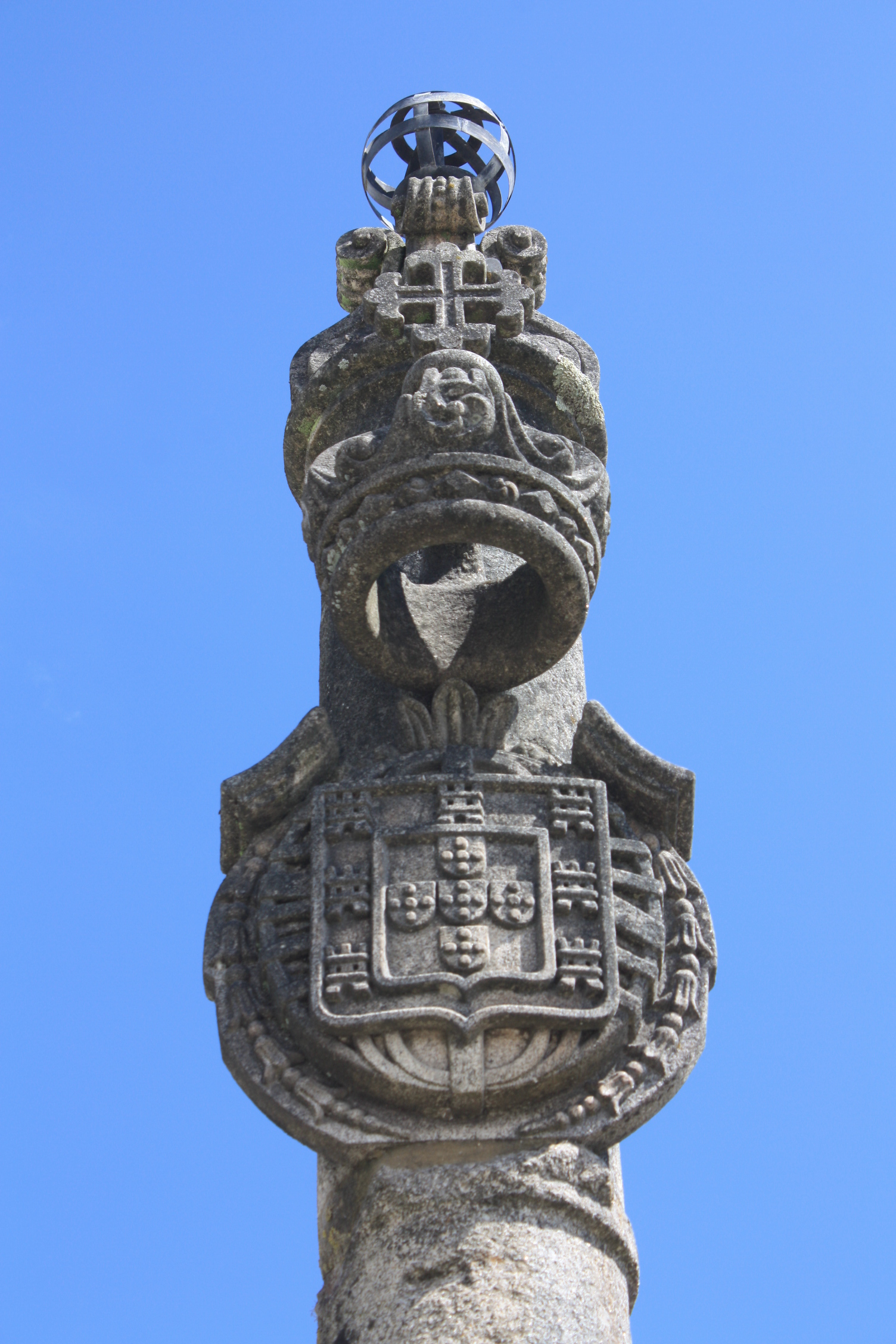
Pormenor do pelourinho de Ponte de Lima

É também nesta localidade que se encontra o maior conjunto de solares barrocos existentes em Portugal. Foi durante os séculos XVII e XVIII que a arquitectura civil ganhou esplendor e dimensão, fruto das fortunas promovidas pelo açúcar e ouro brasileiros, o que levou à construção de diversos solares como o Solar de Bertiandos, a Casa do Outeiro, a Casa da Torre da Passagem, o Paço de Vitorino das Donas, a Casa das Pereiras ou a Casa de Nossa Senhora de Aurora. Outras "casas" de destaque são a Villa Moraes, de magnitude e arquitectura típica dos brasileiros "torna-viagem", e a Casa e Quinta do Bom Gosto, em Seara, de estilo próprio de características neo-barrocas, cuja construção remonta a 1891.

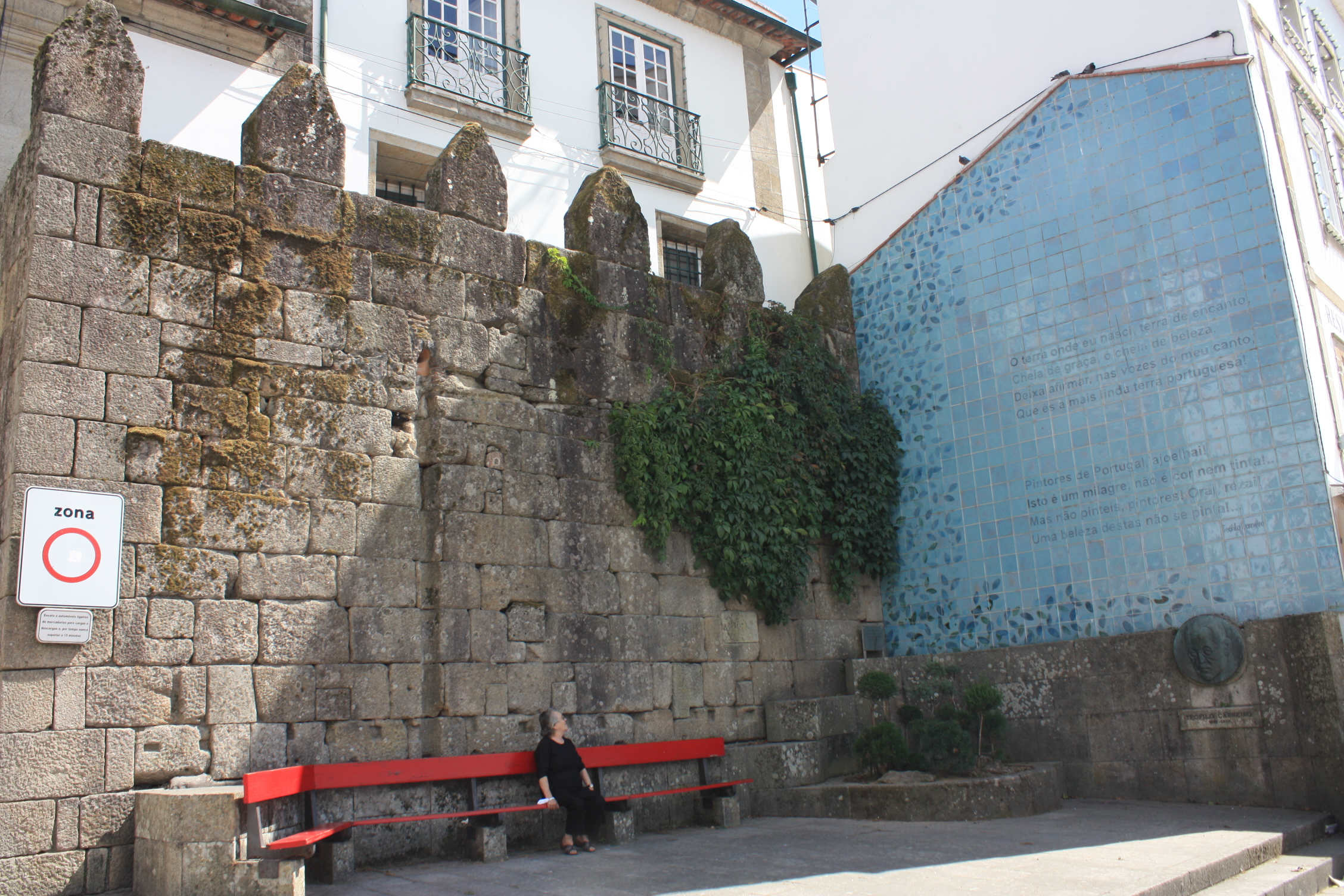
Uma parte do que resta da muralha de Ponte de Lima

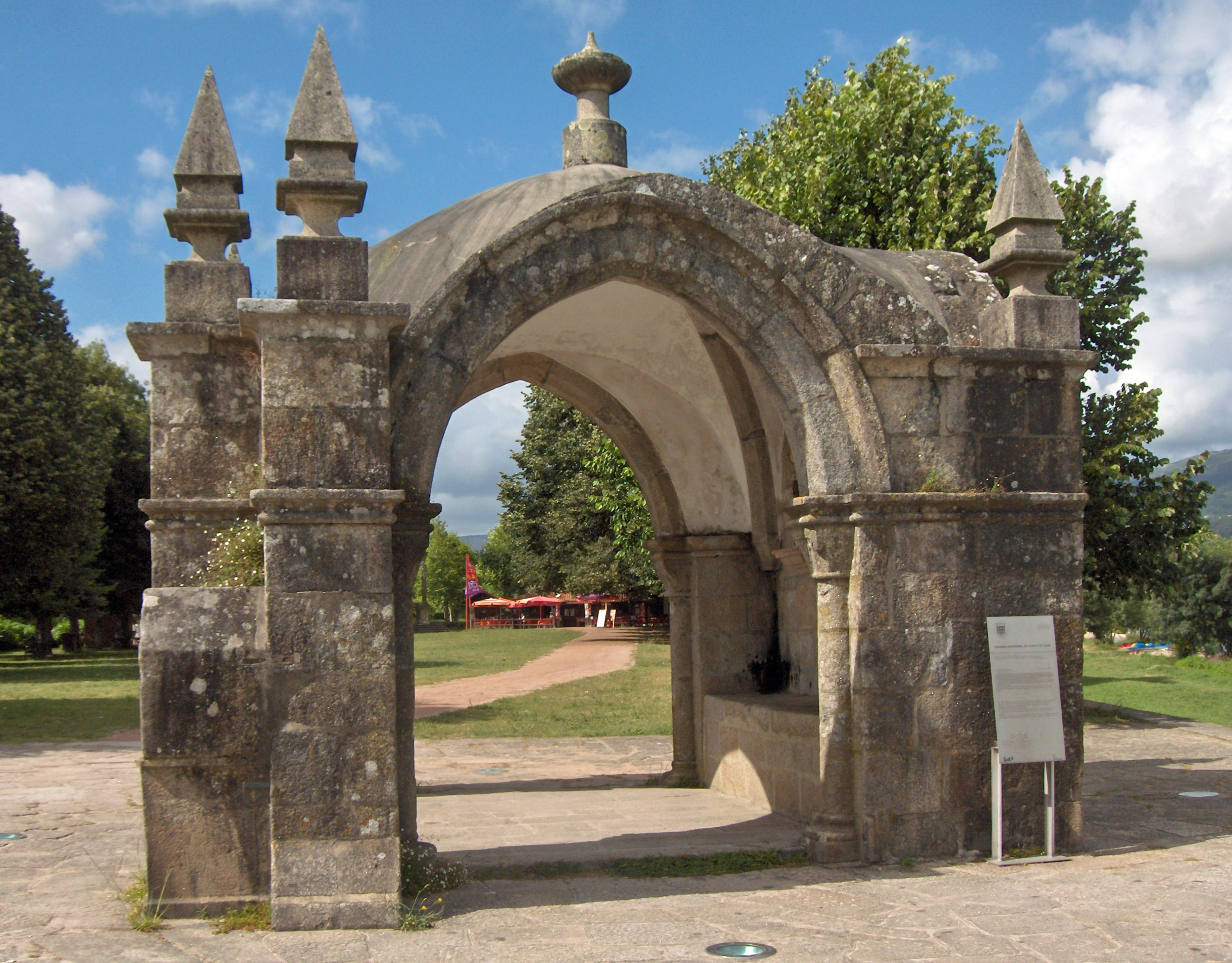
Capela do Anjo da Guarda

Dentro da esfera religiosa, Ponte de Lima possui também diversificado património edificado. Os cruzeiros de Ponte de Lima encontram-se espalhados um pouco por todo o concelho, numa tradição de construção que remonta ao século XVI, quando o Concílio de Trento levou à instalação de uma destas cruzes em casa paróquia. Um dos exemplares deste tipo de património, o cruzeiro de Arcos, datado do século XVIII, encontra-se classificado como Imóvel de Interesse Público. Muito mais antigas são as igrejas românicas de Ponte de Lima, como a Capela do Espírito Santo, a Igreja Paroquial da Correlhã, de fundação romana, ou a Igreja de Santa Eulália de Refoios. Em Refoios também se encontra aquele que foi o maior mosteiro de Ponte de Lima, o Mosteiro de Refojos. Classificado como Imóvel de Interesse Público desde 1939, o início da construção deste imóvel remonta a 1143, com as obras a concluírem-se em 1152; mais tarde o mosteiro foi sofrendo diversas alterações e ampliações nos século XIV, XVI (altura da fachada principal), XVIII e XIX (altura da reconstrução da torre sineira). Outro património religioso é o que se encontra na vila e além da ponte, imediatamente a seguir à ponte romana. Dos vários edifícios religiosos nesta área urbana destacam-se a Capela de Nossa Senhora da Guia, as igrejas de Santo António dos Frades e da Ordem Terceira que formam o Museu dos Terceiros (arte sacra), a Igreja Matriz, a Capela de Nossa Senhora da Penha de França, a Igreja da Misericórdia, a Capela de Nossa Senhora da Lapa e a Capela de Nossa Senhora da Misericórdia das Pereiras, a Capela de S. João, a Capela do Anjo da Guarda, monumento nacional, e a Igreja de Santo António da Torre Velha. Dentro dos santuários barrocos, o concelho de Ponte de Lima possui o Santuário de Nossa Senhora da Boa Morte, na freguesia da Correlhã, e o Santuário do Senhor do Socorro, na Labruja, ambos classificados como imóveis de interesse público.
Parte do património do concelho remonta à era medieval, como a Torre de Refoios, o Paço do Curutelo, na freguesia de Freixo e Paço de Bertiandos, a Sepultura Medieval junto à Capela de Santo Ovídio, a Ponte de Estorãos e a Ponte do Arquinho. Uma quarta ponte, construída no tempo dos romanos, localiza-se em Arcozelo, conhecida como Arco da Geia. Desta época chegaram aos dias de hoje diversos pelourinhos, símbolo de jurisdição municipal. O actual pelourinho, erguido junto à Câmara Municipal, já sofreu tantas remodelações e já passou por tantos locais que ele, na sua maioria, é composto por elementos que não são os originais. Já outro pelourinho, o de Bertiandos, continua a existir na sua forma original. Ambos estes pelourinhos encontram-se classificados como Imóveis de Interesse Público. Um terceiro pelourinho encontra-se na freguesia de Anais, e a sua localização ainda é próxima à localização original, em frente à antiga casa-sede. Já outra parte do património remonta à Idade do Bronze, como a Pedra do Cavalinho, no Monte de Santo Ovídio, ostentando um motivo zoomórfico insculturado. De outra idade é o Castro de Santo Estêvão, que remonta à Idade do Ferro, e que conserva ainda algumas habitações visíveis. Deste local foram descobertas cerâmicas que datam ocupação humana pelo menos desde o século VII a.C. Este castro continuou a ser habitado durante o período romano e na Idade Média.
- Lagoa de Bertiandos e São Pedro de Arco
- Casa e Quinta da Lage
- Cruzeiro de São Pedro de Arcos
- Casa do Outeiro
- Casa de Pomarchão
- Paço de Calheiros
- Paço de Curutelo
- Ponte sobre o Lima
- Capela do Anjo da Guarda ou Padrão de São Miguel
- Muralhas de Ponte de Lima
- Casa de Nossa Senhora da Aurora
- Igreja da Misericórdia de Ponte de Lima
- Penedo de São Simão
- Torre de Refóios ou Torre das Malheiras ou Torre de Malheiros
- Mosteiro de Refóios do Lima

## Personagens ilustres
- José Norton de Matos
- Ana Débora Gomes Garcês de Espinosa, mãe do filósofo holandês Baruch Espinoza, foi uma judia sefardita portuguesa nascida em Ponte de Lima.